# Hans Birch Dahlerup
Hans Birch Dahlerup   (Hillerød, 25 d'agost de 1790 - Frederiksberg, 26 de setembre de 1872), fou un oficial de marina danès que va servir a l'armada austríaca.

## Biografia

### Els primers anys a la marina danesa
Hans Dahlerup, fill del cap de correus de Hillerød, es va graduar a l'acadèmia danesa de guardiamarines i el 1804 va aprovar l'examen d'oficial amb honors. Encara no tenia 16 anys quan va ser nomenat oficial i es va embarcar immediatament amb l'esclat de la guerra contra Anglaterra. El 21 de març de 1808 anava embarcat en el navili de línia "Príncep Christian", quan a l'extrem nord de Zelanda van ser atacats per vaixells britànics i capturats. Atès que la guerra va durar fins a 1812, va estar involucrat en combats diverses vegades, durant els quals va estar dues vegades en captivitat britànica.
Pels mèrits adquirits, al final del conflicte va ser promogut a tinent el 1813. De 1822 a 1826 va guanyar una excel·lent reputació com a mestre d'artilleria a l'Acadèmia de Marina. Després va servir com a comandant de diversos vaixells al mar. Durant aquest temps, també va dirigir un gran viatge a Nova York i les Índies Occidentals. El 1838 va tenir la honrosa tasca de portar al famós escultor Bertel Thorvaldsen i les seves obres des d'Itàlia a Dinamarca. També es va fer un nom com a escriptor especialitzat.

### Al servei de l'Imperi Austríac
El 1848, ja com a Comodor de la marina danesa va rebre l'oferta de prestar serveis a la marina d'Àustria per reorganitzar-la. Va decidir acceptar i se'n va anar a Àustria al febrer de 1849. Va ser rebut personalment a Olomouc pel jove emperador Francesc Josep, nomenat comandant naval i promogut al mateix temps vicealmirall i tinent mariscal de camp.
Arribat al mar Adriàtic, va començar amb la difícil tasca de fer ressorgir la flota austríaca de les cendres que quedaven a Venècia i Trieste. A través del seu comportament particular i coneixement superior, aviat es va guanyar el respecte i admiració. Després de la primera guerra d'independència italiana, va dedicar totes les seves forces per a la reorganització de l'Armada. La base naval de Trieste es va ampliar i se'n va construir una de nova al port de Pula. Per enfortir el vincle entre la marina austríaca (en territori italià) i l'imperi, Dahlerup va introduir l'alemany com a idioma de servei general.
L'èxit en el seu treball, però, li va atreure les enveges dels seus col·legues que van promoure sobre d'ell diverses intrigues a tal punt que el 1851 va decidir retirar-se de la marina austríaca i tornar a Dinamarca. Com a regal de comiat, l'Emperador li va concedir el títol nobiliari de Baró (Freiherr). L'arxiduc austríac Maximilià, convertit en comandant de la Marina el 1854, el va cridar a Àustria el 1861 i Dahlerup va treballar amb ell fins al 1864 en l'administració naval com a assessor marítim. No obstant això, la guerra entre Àustria i Dinamarca el 1864 li va causar un gran pesar i per evitar un conflicte de lleialtat, es va retirar definitivament i va tornar al seu país natal.
Va passar els seus darrers anys de vida a Copenhaguen.Hans Birch Dahlerup va morir el 1872 a l'edat de 82 anys a la comuna de Frederiksberg i va ser enterrat a Holmens Kirkegård a Copenhaguen.